# Liste der Seen in Belarus
Die Liste der Seen in Belarus ist eine unvollständige Auflistung von Seen in Belarus. In diesem Staat gibt es mehr als 10.000 Seen. Von ihnen haben 20 eine Fläche von mehr als 10 km². Aufgeführt sind nur die Seen mit mehr als 15 km² Fläche.
| See                                     | Alternativname | Region                                    | Oberfläche [km²] | Umfang [km] | Inhalt [km³] | Größte Tiefe [m] | Anmerkung                                                            |
| --------------------------------------- | -------------- | ----------------------------------------- | ---------------- | ----------- | ------------ | ---------------- | -------------------------------------------------------------------- |
| Naratsch (Нарач)                        |                | Rajon Mjadsel, Minskaja Woblasz           | 79,6             | 41          |              | ca. 25           |                                                                      |
| Aswejasee (Асвейскае возера)            |                | Rajon Werchnjadswinsk, Wizebskaja Woblasz | 52,8             |             |              | 7,5              | mit großer schwimmender Insel                                        |
| Dryswjaty (Дрысвяты)                    | Drūkšiai       | Rajon Braslau, Wizebskaja Woblasz         | 44,79            |             |              | 33,3             | Grenzsee zu Litauen, stillgelegtes Atomkraftwerk Ignalina in Litauen |
| Roter See (Чырвонае возера)             | Князь-возера   | Rajon Schytkawitschy, Homelskaja Woblasz  | 40,8             |             |              | 2,9              |                                                                      |
| Lukoml-See (Лукомскае возера)           |                | Rajon Tschaschniki, Wizebskaja Woblasz    | 37,7             |             |              | 11,5             | Großkraftwerk in Nowalukoml                                          |
| Drywjaty (Дрывяты)                      |                | Rajon Braslau, Wizebskaja Woblasz         | 36,14            |             |              | 12,0             |                                                                      |
| Vyhanaschtschanski-See (Выганашчанскае) |                | Rajon Iwazewitschy, Breszkaja Woblasz     | 26               |             |              | 2,3              |                                                                      |
| Neschtscharda-See (Возера Нешчарда)     |                | Rajon Rassony, Wizebskaja Woblasz         | 24,62            |             |              | 8,1              |                                                                      |
| Swir-See (Свір (возера))                |                | Rajon Mjadsel, Minskaja Woblasz           | 22,28            |             |              | 8,7              |                                                                      |
| Snudy-See (Снуды́)                       |                | Rajon Braslau, Wizebskaja Woblasz         | 22               |             |              | 16,5             |                                                                      |
| Schwarzer See (Belarus) (Чорнае)        |                | Rajon Bjarosa, Breszkaja Woblasz          | 17,3             |             |              |                  |                                                                      |
| Mjadsel-See (Мядзел)                    |                | Rajon Mjadsel, Minskaja Woblasz           | 16,2             |             |              |                  |                                                                      |
| Lisna-See (Лісна)                       |                | Rajon Werchnjadswinsk, Wizebskaja Woblasz | 15,71            |             |              |                  |                                                                      |